# Aguilar Júnior

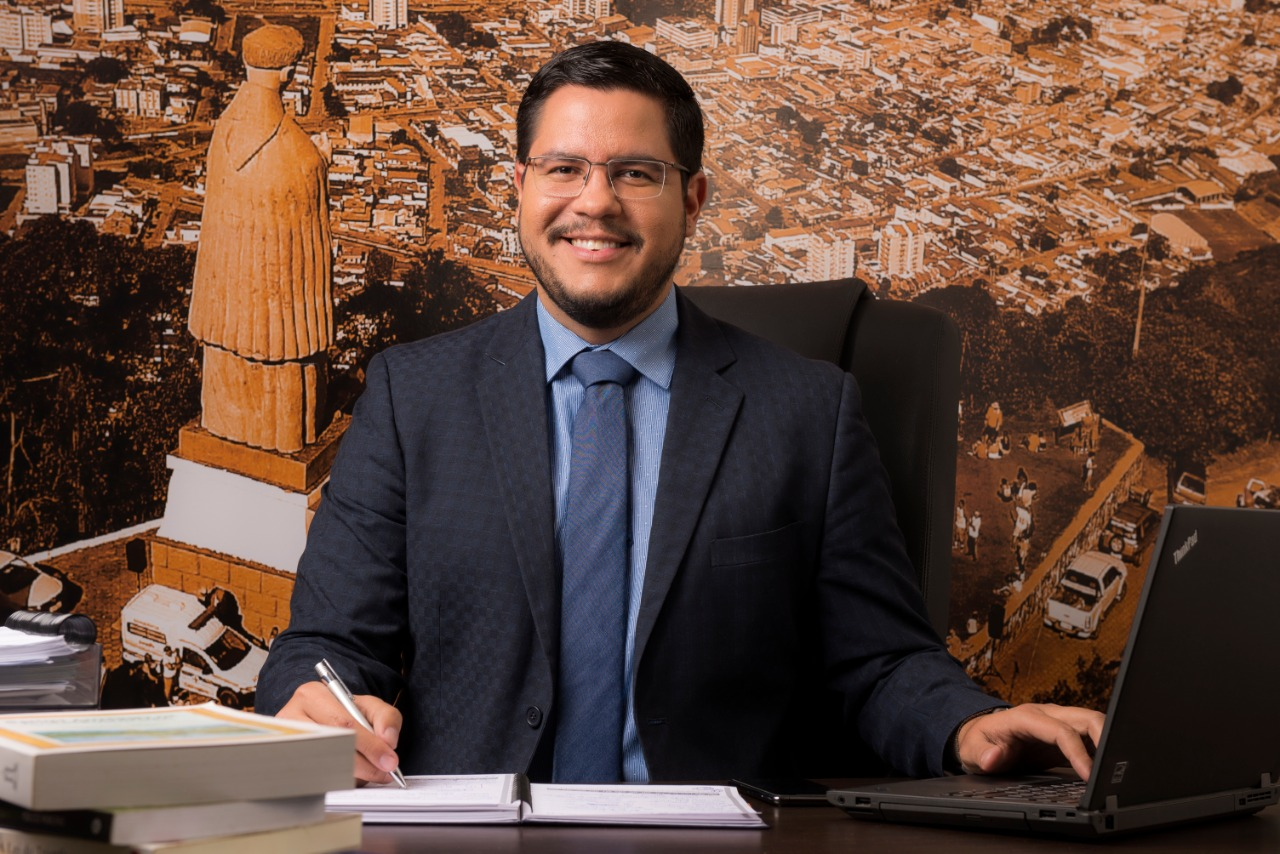
Prefeito de Caraguatatuba por 2 mandatos, nos anos de 2017 a 2020 e 2021 a 2024

José Pereira de Aguilar Júnior é um político brasileiro, filiado ao PL que exerceu o cargo de prefeito de Caraguatatuba, município localizado no litoral norte do estado de São Paulo, em dois mandatos consecutivos: de 2017 a 2020 e de 2021 a 2024. Nascido em 1980, é filho de José Pereira de Aguilar, que também foi prefeito de Caraguatatuba entre 2005 e 2008.

## Formação Acadêmica e Carreira Profissional
Aguilar Júnior possui formação em Biomedicina e Direito. Até 2004, atuou como biomédico. Posteriormente, ingressou na administração pública, exercendo o cargo de secretário municipal durante a gestão de seu pai, José Pereira de Aguilar, entre 2005 e 2008. Em 2014, tornou-se empresário no ramo da construção civil, ampliando sua experiência em administração.

## Carreira Política
Em 2016, Aguilar Júnior filiou-se ao Movimento Democrático Brasileiro (MDB) e candidatou-se à prefeitura de Caraguatatuba. Foi eleito com 25.138 votos, correspondendo a 42,50% do total. Durante seu primeiro mandato (2017-2020), destacou-se por investimentos na área da saúde, inaugurando diversas Unidades de Saúde, e por iniciativas voltadas ao turismo e comércio local. Também abordou questões como regularização fundiária, saneamento básico e drenagem urbana.
Em 2020, concorreu à reeleição e foi reconduzido ao cargo para o período de 2021 a 2024. Durante seu segundo mandato, continuou a priorizar investimentos em saúde e infraestrutura, além de focar na retomada econômica do município.

## Realizações e Conquistas
Ao longo de seus mandatos, Aguilar Júnior implementou diversas ações e projetos de destaque em Caraguatatuba:
* Saúde:
Inauguração de várias Unidades de Saúde, ampliando o acesso da população aos serviços de saúde.
* Infraestrutura:
Investimentos significativos em obras de drenagem para resolver problemas históricos de alagamentos, beneficiando mais de 30 bairros e cerca de 100 mil pessoas. Desde 2017, foram investidos mais de R$ 500 milhões nessas obras.
* Enrocamento do Rio Juqueriquerê:
Uma das obras de maior destaque foi o enrocamento do Rio Juqueriquerê, considerado o segundo maior do Brasil], atrás apenas dos molhes da Barra do Rio Grande (RS). A obra, com previsão de custo de R$ 42,5 milhões, visa melhorar a navegabilidade e reduzir o assoreamento do rio, além de contribuir para a engorda das praias adjacentes.
* Mirante do Camaroeiro:
Inauguração do Mirante do Camaroeiro, um ponto turístico que oferece vista panorâmica da orla de Caraguatatuba, fomentando o turismo local.
* Desenvolvimento Econômico:
Fomento ao turismo e ao comércio local, além de apresentar ao Governo do Estado áreas de expansão e projetos de desenvolvimento econômico para o município.
* Educação:
Investimentos na infraestrutura educacional, incluindo a construção e reforma de escolas, visando melhorar a qualidade do ensino no município.
* Política para o Idoso:
Sob sua gestão, Caraguatatuba foi reconhecida como a 1ª cidade da Região Metropolitana do Vale do Paraíba e Litoral Norte (RMVale) e a 16ª do Brasil] melhor para se viver com mais de 60 anos, segundo estudo do Instituto de Longevidade Mongeral Aegon. O município destacou-se em políticas públicas voltadas para a população idosa, como o Centro Integrado de Atenção à Pessoa com Deficiência e ao Idoso (CIAPI), que oferece diversas atividades e serviços para esse público.
* Regularização Fundiária:
Durante a gestão do prefeito Aguilar Júnior, Caraguatatuba se consolidou como referência regional em políticas de regularização fundiária e urbanização, promovendo avanços significativos na garantia do direito à moradia. Desde 2017, sua administração trabalhou ativamente para reverter a situação de congelamento de núcleos habitacionais, proporcionando melhorias estruturais e assegurando dignidade às famílias residentes nessas áreas.
O congelamento de núcleos habitacionais, que antes impedia o desenvolvimento e a legalização de diversas comunidades, foi completamente revertido sob sua gestão. Em 2017, o município contava com 15 núcleos congelados. Atualmente, todos foram descongelados e autorizados para o processo de regularização fundiária. Essa medida possibilitou a implementação de infraestrutura essencial, além de viabilizar o acesso dessas comunidades a serviços básicos e políticas públicas.
Além do descongelamento, a administração de Aguilar Júnior implementou um Programa de Regularização Fundiária que entregou mais de 1,6 mil títulos de propriedade. Esse feito representa um avanço notável na segurança jurídica dos moradores, garantindo a posse definitiva de seus imóveis e possibilitando acesso a financiamentos e investimentos para melhorias residenciais. O programa tem sido um modelo de sucesso, demonstrando o compromisso da administração pública com a redução do déficit habitacional e a promoção da justiça social.
Essas iniciativas reforçam o papel de Caraguatatuba como pioneira na região na regularização fundiária.

## Filiações Partidárias
Após sua desfiliação do MDB em maio de 2023, Aguilar Júnior filiou-se ao Partido Liberal (PL) no mesmo mês. A mudança foi anunciada pelo presidente do PL, Valdemar Costa Neto, que destacou a chegada do prefeito ao partido.

## Vida Pessoal
Aguilar Júnior é casado com Samara Bastos de Aguilar, com quem tem duas filhas, Ana Luiza e Giovana. Sua família possui uma tradição na política do litoral norte paulista, com seu avô, Dário Leite Carrijo, tendo sido vereador em São Sebastião, e seu pai, José Pereira de Aguilar, atuando como vereador, vice-prefeito e prefeito de Caraguatatuba.

## Diversas atuações
Além de sua atuação como prefeito, Aguilar Júnior exerceu o cargo de secretário municipal durante a gestão de seu pai, José Pereira de Aguilar, entre 2005 e 2008. No biênio 2014-2015, atuou como presidente da Rede Casa Vale Mais, uma associação de empresas do setor de materiais de construção no Vale do Paraíba, Litoral Norte e Serra da Mantiqueira, contribuindo para o desenvolvimento econômico regional.